# Srpski mit o Kosovu
Kosovski mit ili kosovski kult je jedan od ključnih srpskih političkih mitova, koji čini osnovu srpskog nacionalnog identiteta i "atomsku jezgru srpskog nacionalizma".
Kosovski mit je stoljećima nadahnjivao brojne umjetnike, pjesnike i mislioce, i predstavlja bitan dio srpske kulturne baštine. Naročito ga njeguje Srpska pravoslavna crkva. Međutim, njegova uloga u politici se smatra fatalnom jer njeguje iracionalne pojmove o rasnoj specifičnosti, promovira mirenje sa sudbinom i fatalizam, zagovara nužnost žrtvovanja obećavajući "carstvo nebesko" i favorizira smrt nad životom radi spasenja duše i za otadžbinu.
Kosovski mit predstavlja jednu od glavnih prepreka prijateljskim odnosima Srba i Albanaca i ugrađen je u same temelje srpsko-albanskog sukoba.

## Nastanak
Za nastanak mita o Kosovu više su zaslužni folklor i literatura nego povijesne činjenice. Nastanak kosovskog mita je vezan za srpske epske narodne pjesme kosovskog i pokosovskog ciklusa koje opjevavaju kosovski boj između Srba i Turaka 15. lipnja 1389. Nakon ove bitke moć srednjovjekovne Srbije je naglo počela opadati i ona je uskoro potpala pod tursku vlast. Kroz kronike, zapise i usmenu tradiciju legenda o Kosovu je postupno evoluirala, i vremenom u velikoj mjeri premašila značaj bitke i njezine posljedice. Tijekom stoljeća Kosovo je postalo sinonim za propast srpske države.
U vrijeme nacionalnog romantizma kosovska legenda je postala važan sastojak srpskih nacionalnih osjećaja, nešto što ujedinjuje Srbe, a istodobno ih razlikuje od drugih naroda. Prisustvo ove legende je posebno upadljivo tijekom 19. stoljeća, u procesu nastajanja nove srpske države, kada djeluje kao faktor političke i kulturne homogenizacije.
Do polovice 19. stoljeća Vidovdan je bio gotovo nepoznat blagdan u Srbiji. Vidovdan nije postojao u službenom crkvenom kalendaru, a 15. lipnja (odnosno 28. lipnja po gregorijanskom kalendaru) je bio posvećen Amosu iz Starog zavjeta. Lazarev kult se slavio jedino u Manastiru Ravanica, jer je taj manastir bio njegova zadužbina, a manastiri njeguju kult svojih osnivača. Tijekom 19. stoljeća su započete nacionalno-vjerske proslave Vidovdana u sklopu kosovskog mita i potenciranje kulta "svetog cara Lazara". Sveti Vid je unesen u kalendar u 19. stoljeću. Poslije Kumanovske bitke 1912., koja je proglašena za osvetu Kosova, Vidovdan se našao napisan crvenim slovima u kalendaru Kraljevine Srbije kao jedan od devet službenih državnih praznika. Kosovski mit je tako iz konteksta narodnih pjevača postao dio službene državne ideološke konstrukcije.

## Sadržaj

### Kult cara Lazara
Kosovski mit predstavlja srednjovjekovnog srpskog kneza Lazara Hrebeljanovića kao mučenika za vjeru. Prema ovom mitu, poraz na Kosovu polju 1389. godine nije bio poraz, jer ima dublji duhovni uzrok: „Car Lazar“ se svjesno opredijelio za „nebesko“ umjesto „zemaljskog“ carstva. Knez Lazar Hrebeljanović je u kosovskom boju svjesno žrtvovao svoje "zemaljsko carstvo" da bi zadobio carstvo nebesko. Knez Lazar je time postao utjelovljenje svih onih koji su se borili za obranu kršćanstva i postao svetitelj, čiji primjer treba slijediti. Njegov izbor je Srbe učinio „nebeskim narodom“, narodom izabranim od Boga. U narodnoj pjesmi "Kneževa večera" vrši se povezivanje kneza Lazara s Isusom Kristom.
Proučavatelji mita smatraju da nema razumnih razloga za sumnju u namjere kneza Lazara da na Vidovdan 1389. porazi Turke, učvrsti vlast, osigura nasljednike i, dokle god i koliko god može, osigura sebi dug život i u njemu sva smrtniku dostupna zadovoljstva.
Sociolog religije Mirko Đorđević kosovki mit analizira na sljedeći način: 
Znanstvenici podsjećaju da pojednostavljena srpska inačica Kosovske bitke naglašava samo junaštvo i mučeništvo kneza Lazara, brišući iz povijesnog pamćenja činjenicu da su se protiv turske vojske na Kosovu polju zajedno sa srpskim borili i albanski i bosanski vlastelini. Mitska prerada kosovskog boja također ignorira činjenicu da su se na turskoj strani borili sultanovi kršćanski vazali, među kojima i etnički Srbi.

### Obnova Srpskog Carstva
Kosovski mit je razvijen nakon raspada srpske države i njegov suštinski sastojak je ustrajavanje na njezinom oslobođenju, odnosno na obnovi Srpskog Carstva, koje nije ni postojalo u vrijeme kosovske bitke. Prema kosovskom mitu, Srbi su bili izvorni posjednici toga dijela Balkana i njihovo veliko carstvo je ugašeno na Kosovu polju. Činjenica je, međutim, da je kratkotrajno Dušanovo carstvo imalo izrazito multietnički karakter i da je propalo nekoliko desetljeća ranije. Srbija je u doba kosovske bitke bila kneževina.

### Vjerski rat
U kosovskoj mitologiji, rat se povezuje sa spasenjem Srbije. U cilju obnove srpske države, kosovski mit je naglašavao razliku između pravoslavnih i nevjernika, odnosno potlačenih kršćana i muslimanskih okupatora. Kosovski mit se demonstrirao kao mješavina domoljublja i mržnje prema onima koji su uzrok "pada": Turci, muslimani i srpski „izdajnici“. Popularna mitološka svijest je s vremenom zamijenila Albance za Turke koji su porazili srpsku vojsku 1389. Kosovski mit je postao simbol sveopće krvave odmazde protiv svih "Turaka", odnosno muslimana uopće, a sukob je iz oblasti politike, ekonomije i povijesti prebačen u bezvremensku oblast mita. Kosovsku mitologiju karakterizira kružno shvaćanje vremena, što podrazumijeva neprestano ponavljanje srednjovjekovne bitke u suvremenosti.
Kosovska mitologija također operira "srpskim strahom od nestajanja", duboko ukorijenjenim u narodu kojim su vladale strane civilizacije gotovo pet stoljeća. Ova trauma se najviše iskazuje kao "strah od ponovne dominacije drugog", a posebno kao strah od ponovne dominacije "Turaka" (Albanaca, muslimana, itd.).

### Mitsko Kosovo
Srpski nacionalistički autori prikazuju Kosovo kao obećanu zemlju Srba, poput Jeruzalema za  Židove, i državno središte u tisućugodišnjoj povijesti srpskog naroda. Mnogi autori to osporavaju, navodeći da je Kosovo u sastavu Srbije bilo mnogo kraće i da nikada nije bilo državno središte - središte srednjovjekovne Srbije je bila Raška, a novovjekovne Šumadija.
Srpski nacionalisti Kosovo nazivaju srcem Srbije. Srpska pravoslavna crkva mitsko Kosovo poistovećuje s Lazarevom glavom. Sociolog religije Mirko Đorđević smatra da Kosovo o kojem oni govore ne postoji u stvarnosti već je ono zamišljen, odnosno izmaštan teritorij.

## Sastojci mita
Profesorica Ljubinka Trgovčević identificira sljedeće sastojke kosovskog mita:
- odmazdu, odnosno "osvetu za Kosovo", što podrazumijeva obnovu srpske države na teritorijima gdje je nekada postojala i protjerivanje "nevjernika", odnosno Turaka i muslimana.
- mučeništvo i žrtvovanje za vjeru i slobodu, što podrazumijeva potpunu žrtvu, sve do smrti, a zauzvrat nudi obećanje "nebeskog carstva", vječnu slavu i sjećanje. Potiče se smrt na bojnom polju, nasuprot životu s neprijateljima.
- motiv izdaje, koji služi kao opravdanje za poraz, jer sugerira da neprijatelj nije bolji ni hrabriji, već je uzrok poraza izdaja. Za izdajnika je proglašen Vuk Branković, što nema nikakvu povijesnu osnovu. Ovaj motiv je upozorenje suvremenicima da treba pripadati većini, u suprotnom slijedi anatema i trajno isključenje iz zajednice.
- slavu i vječno pamćenje, kao obećanje svima koji slijede legendarne primjere: junacima koji prihvaćaju žrtvu i junaštvo (poput kneza Lazara i Miloša Obilića), majkama koje podižu sinove za rat (kao majka braće Jugovića), djevojkama i sestrama koje liječe junačke rane (kao Kosovka djevojka), itd.

Aleksandar Ćirić smatra da su za političku uporabu kosovskog mita ključna tri sastojka: 
- opredjeljenje za mučeništvo ("carstvo nebesko"),
- samoubilački podvig (Miloš Obilić na prijevaru ubija Murata)
- izdajstvo (usprkos stvarnoj povijesnoj ulozi Vuka Brankovića)

## Kosovski mit u umjetnosti

### Prvi svjetski rat
Milutin Bojić je objavio u Solunu 1917. Pesme bola i ponosa, pjesnik Milosav Jelić je napisao Srbijanski venac (Solun 1917.), Dragoljub Filipović Kosovske božure (Krf 1917.), a zatim mladi Rastko Petrović Kosovske Sonete (Zabavnik, Krf 1917.). Posebno su popularne Filipoviće pjesme, pune domoljublja. Milan B. Nedić je objavio Kosovske noći (Bizerta 1918.). Kosovo se spominje u gotovo svemu što je objavio. Ova ratna poezija je uglavnom nadahnuta potrebom za ponovnim pisanjem o tim junačkim vremenima, često u epskoj formi. Oni pažljivo prate obrazac kosovskog mita, s jedinom razlikom da nisu odredili izdajnika. Međutim, ova poezija je uglavnom arhaična i daleko ispod književnih dostignuća predratne srpske moderne. Kosovski ciklus narodnih pjesama je tiskan za srpske studente i izbjeglice u Francuskoj. Francuske akademija nagradila je Léa d'Orfera za prevođenje (Les Chants de guerre de la Serbie). 
Iako je mit o Kosovu najprije povezan sa srpskim narodom, do kraja 1914. se počeo tretirati kao zajedničko kulturno naslijeđe Srba, Hrvata i Slovenaca i kao dokaz da su oni zajedničkog podrijetla, iste tradicije i iste kulture. Na otvaranju svoje izložbe u Londonu 24. lipnja 1915. Ivan Meštrović je istaknuo da svi Jugoslaveni imaju svoja „Kosova“ - hrvatsko Kosovo je mjesto gdje su hrvatskog kralja Petra Svačića ubili vojnici ugarskog kralja Kolomana, dok je bosansko Kosovo mjesto gdje su Turci ubili kralja Stjepana Tomaševića, te osvojili Bosnu. Drugim riječima, on smatra Kosovo kao simbol svih poraza u kojima su jugoslavenski narodi izgubili svoje srednjovjekovne države i kao "sveto mjesto" koje ih ujedinjuje. Ovaj umjetnik je dao najveći doprinos uporabi kosovskog mita tijekom rata. Još od 1907. Meštrović je započeo svoj Vidovdanski hram, zamišljen kao "hram posvećen religiji krajnjeg žrtvovanja", čiji temelj su žrtve, stupovi svi oni koji pate, a toranj pročišćene duše. Vidovdanski hram je imao cilj utjeloviti "vječni ideal junaštva, odanosti i žrtvovanja, iz kojih naš rod crpi vjeru i moralnu snagu". Ova velika crkva je prvi put izložena u Beču (1910.), zatim u Rimu (1911.), Beogradu (1912.), potom u paviljonu Srbije na Bijenalu u Veneciji (1914.), a zatim u Londonu (1915. i 1917.), Glasgowu (1915), Bradfordu (1918) i Parizu (1919). Meštrović je izradio monumentalne skulpture kosovskih junaka (Kraljević Marko, Miloš Obilić, Srđa Zlopogleđa, itd.), koje su postala osnova za stvaranje nacionalnog stila. Jovan Dučić je vjerovao da se kosovski heroji mogu porediti samo s antičkim, a Meštrovića je usporedio s Wagnerom i njegovom predstavom Nibelunškog mita.
Radovi drugih umjetnika tijekom rata su također njegovali taj obrazac. Na jugoslavenskoj izložbi u galeriji Grafton u Londonu krajem 1917. Mirko Rački je izlagao svoje slike majke Jugovića, devet braće Jugovića, Kosovke djevojke i Miloša Obilića, a Jozo Kljaković svoju sliku Boška Jugovića (oba slikara su Hrvati). U to vrijeme, Vasa Eškićević slika Posljednji pozdrav kosovskom osvetniku, a Uroš Predić čitav serijal slika nadahnutih kosovskim mitom.

## Politička upotreba mita

### Nastanak kosovskog kulta
Od 19. stoljeća naovamo, kosovski mit je igrao bitnu ulogu u srpskoj politici i stvaranju moderne srpske države.
U drugoj polovici 19. stoljeća, kada je Srbija postala međunarodno priznata kneževina, formulirani su politički ciljevi "oslobođenja zemlje predaka": Novopazarskog sandžaka, Kosova i Makedonije, od osmanske vladavine. Nakon 1860-ih kosovski kult postaje središnja tema srpskog nacionalizma i opravdavajuće sredstvo za srpske zahtjeve prema Kosovu. 
Česta su pozivanja na obnovu "nekadašnjeg carstva" ili "Dušanovog carstva". Zbog toga što je veliki dio ovog prostora bio naseljen nesrpskim stanovništvom, Kosovski boj je reinterpretiran kao isključivo osmanlijsko-srpski sukob, a Albanci su predstavljeni kao otimači srpskog povijesnog teritorija. Albanci su predstavljani kao "narod bez povijesti": barbarska plemena genetski nesposobna za kulturni i politički razvoj. 
Prema njima Kneževina Srbija i Kneževina Crna Gora su bile dvije srpske pravoslavne države zasnovane na kosovskom zavjetu. Njegoš u "Gorskom vijencu" stvara Obilićev svjetlosni kult. U vrijeme kada je kosovski mit postao "sržni nacionalni mit", uz njega će ići i borbena krilatica "Za krst časni i slobodu zlatnu!"
Krajem devetnaestog stoljeća, kosovski mit je značio poziv na oružje. Tadašnji crnogorski vladar Nikola I. Petrović Njegoš je 1867. godine napisao pjesmu „Onamo, 'namo!“ u kojoj govori o oružanom zauzimanju Prizrena i protjerivanja "vraga" odnosno "kuge" odatle:
Onamo, onamo... da viđu Prizren!
Ta to je moje - doma ću doć'!
Starina mila tamo me zove,
tu moram jednom oružan poć'.
Onamo, onamo... sa razvalina
dvorova carskih vragu ću reć':
"S ognjišta milog bježi mi, kugo,
zajam ti moram vraćati već'!"

### Balkanski ratovi
Kosovski kult je naročito cvjetao za vrijeme Balkanskih ratova, kada je Kosovo pripojeno srpskoj državi. Srbija i Crna Gora, država čije su nacionalne ideologije zasnovane na Kosovskom zavjetu, jedva su dočekale rat kao prigodu za ispunjenje svoje stoljteu želje za osvetom Kosova.
U Prvom balkanskom ratu 1912. godine, srpska i crnogorska vojska su zauzele Kosovo i Metohiju protivno volji većinskog stanovništva (Albanaca), što je srpska politika tumačila kao oslobađanje Kosova i osvetu Turcima za srpski vojni poraz iz 1389. godine. Javnosti je objavljeno da je zavjet predaka ispunjen, i osveta na koju se čekalo pet stoljeća. Sloganom iz Prvog balkanskog rata "Za Kosovo - Kumanovo", tadašnja pobjeda nad Turskom vojskom je tumačena kao "izjednačenje u utakmici" koja traje stoljećima.

### Prvi svjetski rat
Krajem 1915., kada se srpska vojska opkoljena na Kosovu povlačila prema Albaniji, među mnogima je vladalo uvjerenje da je suđeno srpskoj državi doživjeti slom upravo na Kosovu. Također je motiv izdaje ponovo aktualiziran, ovoga puta usmjeren k onima koji su se vratili kućama nakon propasti srpske države, ne želeći nastaviti povlačenje preko Albanije.
Tijekom okupacije Srbije, kosovski mit je stalno bio prisutan u propagandi, književnosti i umjetnosti u iseljeništvu. Vjerovalo se da će srpska država poput feniksa ponovno uskrsnuti. Nekoliko desetina publikacija s kosovskim temama je objavljeno među srpskim iseljenicima u SAD-u. Kosovska legenda je prisutna i u Južnoj Americi među iseljenicima hrvatskog podrijetla, pa je ogranak Jugoslavenske narodne obrane u Antofagasti nazvan "Kosovka djevojka". Narodne epske pjesme kosovskog ciklusa su objavljene nekoliko puta u Francuskoj tijekom rata. U jačanju kosovskog mita vidjela se "energija za osvetu". U javnom mnijenju Kosovo je bilo najviše prisutno u Ujedinjenom Kraljevstvu, gdje je 28. lipnja proglašen Kosovski dan. To je bio povod manifestacijama u korist Srba organiziranih diljem zemlje. Uoči Vidovdana 1915. u Muzeju Viktorije i Alberta u Londonu je otvorena izložba skulptura Ivana Meštrovića iz njegovog kosovskog ciklusa, koja je imala izuzetan promidžbeni učinak. Sljedeće godine je skoro cijelo Ujedinjeno Kraljevstvo sudjelovala u proslavi Kosovskog dana. Tekst Seton-Watsona Srbija jučer, danas i sutra je čitan u 12.000 škola i 23.000 crkava. Istog dana, Kosovski odbor, kojim je predsjedavao Elsie Inglis, je organizirao službu u katedrali Svetog Pavla u Londonu, gdje su govorili nadbiskup Canterberryja i srpski episkop Nikolaj Velimirović. Podijeljeno je više od 200.000 pamfleta, i oko 1.000 kina je prikazalo srpske filmove. Slične svečanosti organizirane su i 1917. i 1918.

### Suvremeno razdoblje
Politički utjecaj kosovskog kulta je znatno umanjen u doba SFRJ. Kosovski mit je ponovno iskorišten za formuliranje srpske politike prema Kosovu 1980-ih, kada je stvarnost na samom Kosovu bila već odavno promijenjena. Krajem 1980-ih godina, u Srbiji dolazi do ponovnog oživljavanja kosovskog mita, koji često ide zajedno s pričom o „genocidu“ Albanaca nad Srbima u AP Kosovo. Strah od nestanka srpske države postaje istaknuta tema među srpskim intelektualcima 1980-ih i neka vrsta "psihološke mobilizacije za rat".
Prigodom obilježavanja 600. godišnjice bitke na Kosovu, Slobodan Milošević je u govoru na Gazimestanu iskoristio simboličku moć kosovskog mita radi okupljanja mnoštva oko svoje politike. U svom govoru, on je Kosovo nazvao srcem Srbije, što je kasnije postalo široko prihvaćena nacionalistička parola. Ova proslava, na poprištu srednjovjekovne bitke iz 1389., uz prisustvo svih službenika SPC-a, je privremeno uspostavila jedinstvo crkve, države i različitih nacionalističkih tradicija u Srbiji. Miloševićev govor na Kosovu je označio kraj zajedničke jugoslavenske zamisli, a on je postao nacionalni srpski lider.
Srpska pravoslavna crkva je aktivno poticala oživljavanje kosovskog mita, smatrajući da se s Miloševićem ukazala mogućnost "osvete Kosova". Pridružujući se Miloševićevoj političkoj mobilizaciji, SPC je 1989. godine obavila "duhovnu mobilizaciju srpstva" nošenjem zemnih ostataka kneza Lazara po “svim srpskim zemljama“. Crkva je prenosila moći srpskog srednjovjekovnog kneza Lazara Hrebeljanovića od jedne do druge eparhije diljem Srbije i Bosne i Hercegovine, uz veliki medijski publicitet. Osim toga, započelo je mnoštveno otkopavanje skupnih grobnica iz Drugog svjetskog rata, čime je manipulirano ljudskom traumom. Političkom manipulacijom "srpski strah od nestajanja" i ponovne dominacije "Turaka" postaje izvor agresivnosti, što dovodi do tragedije u Bosni i Hercegovini 1990-ih. Neke od lokacija kojima su prolazile Lazareve moći su postale poprišta najkrvavijih etničkih obračuna u ratovima nakon raspada SRFJ 1991. – 1999. Tijekom rata u Bosni i Hercegovini Srpska pravoslavna crkva je veličala ratno rukovodstvo bosanskih Srba, naglašavajući da Radovan Karadžić i Biljana Plavšić idu „svetolazarskim putem“. Amfilohije Radović je Biljanu Plavšić nazivao kosovkom djevojkom, a majku Radovana Karadžića - majkom Jugovića. Ratko Mladić je 11. lipnja 1995., povodom genocida u Srebrenici, izjavio "Dajem ovaj grad Srbima kao vidovdanski poklon, napokon smo se osvetili Turcima."
Kosovski mit i dalje igra važnu ulogu u srpskoj politici i srpsko-albanskom sukobu oko teritorija Kosova. Mnogi srpski nacionalisti se i dalje služe kosovskim mitom u političkim stavovima povodom Kosova. Također, mnogi srpski političari koriste pitanje Kosova s ciljem osiguranja vlastite političke budućnosti. Tijekom kosovske krize, kosovski mit je služio za obračun s „unutrašnjim neprijateljima“ odnosno s liberalnim dijelom Srbije.

## Kritike
Mnogi analitičari u kosovskom mitu vide glavnu prepreku objektivnom sagledavanju stvari, pa i vlastitog nacionalnog interesa:
Miodrag Popović je još ranih 1970-ih naglašavao poganska obilježja kosovskog kulta (odmazda, danak u krvi, klanje, viktimizacija i oživljavanje junačkog poretka), koji u sebi ima destruktivni potencijal tipičan za razuzdane mitske impulse.
Radomir Konstantinović smatra da apsolutizacija kosovskog mita (kao i svakog drugog mita) vodi netrpeljivom nacionalizmu, pa i krajnjoj njegovoj posljedici, nacizmu. On smatra da srpski nacizam nije uvezen iz njemačkog nacionalsocijalizma, već je krajnji izraz shvaćanja koje u svemu što je stvaralačko i individualno vidi "otpadništvo od sebe".
U proglašavanju Srba „nebeskim narodom“ neki vide korijen rasizma.

## Vanjske poveznice
- (srp.) Kosovski mit i vekovno pravo
- (srp.) Kosovski mit kamen o vratu Srbije
- (srp.) Kosovski mit i srpski nacionalni identitet
- (srp.) Zašto je kosovski mit toliko prisutan u savremenoj Srbiji
- (srp.) Kosovski mitu projekcijama Srpske pravoslavne crkve
- (engl.) Ljubinka Trgovčević, The Kosovo Myth in the First World War
- (engl.) Florian Bieber, The Kosovo myth from 600th anniversary to the present  Arhivirana inačica izvorne stranice od 14. svibnja 2005. (Wayback Machine)
- (engl.) Alexander Greenawalt, Kosovo Myths: Karadžić, Njegoš and the Transformation of Serb Memory
- (engl.) Noel Malcolm: Kosovo, bitka i mit
- (crnog.) Bajke o crnogorskom učešću u Kosovskoj bitci  Arhivirana inačica izvorne stranice od 30. lipnja 2013. (Wayback Machine)